# ۴۷۳ (قمری)
۴۷۳ (قمری)، چهارصد و هفتاد و سومین سال در گاهشماری هجری قمری است. اول محرم این سال برابر با بیست و هشتم ژوئن سال ۱۰۸۰ میلادی است.

## زادگان
- حکیم سنایی، شاعر قصیده‌گو و مثنوی‌سرای فارسی

## وابسته
- خلفای فاطمی